# 桐山明佳
桐山 明佳（きりやま　あきよし、1971年3月10日 - ）は、大阪府大阪市阿倍野区出身の元プロ野球選手（捕手）。

## 経歴
大阪産業大学高大東校舎時代は、3年次に学校が大阪産業大学高から分離独立し大阪桐蔭高となる。後に中日ドラゴンズのエースとして活躍する今中慎二とバッテリーを組んでいた。甲子園出場経験は無し。
1988年オフ、ドラフト外で日本ハムファイターズに入団。
しかし、田村藤夫や若菜嘉晴の壁は厚く、一軍出場を果たせないまま1992年オフに戦力外通告を受け、現役を引退。
その後、日本ハムのブルペン捕手を1996年まで務めた。

## 詳細情報

### 年度別投手成績
- 一軍公式戦出場なし

### 背番号
- 62 （1989年 - 1992年）
- 95 （1993年 - 1996年）